# Dirk Pette
Dirk Pette (* 14. Februar 1933 in Hamburg; † 4. Juni 2022 auf der Insel Reichenau) war ein deutscher Biochemiker und Hochschullehrer für physiologische Chemie an der Universität Konstanz.

## Leben
Dirk Pette studierte nach seinem Abitur 1951 Medizin in Hamburg und Genf. 1958 erfolgte die Approbation und Promotion zum Dr. med. 1963 habilitierte er sich im Fach Physiologische Chemie an der Universität Marburg.
1967 wurde er an die gerade gegründete Universität Konstanz berufen und hatte bis 1999 die Professur für Stoffwechsel- und Muskel-Biochemie sowie Enzymologie im Fachbereich Biologie inne. Von 1973 bis 1983 war er Sprecher des Sonderforschungsbereichs 138 und von 1984 bis 1998 Sprecher des Sonderforschungsbereichs 156.
Dirk Pette war der Sohn des Arztes Heinrich Pette (1887–1964) und der Ärztin Edith Pette (1897–1972).
2022 protestierte er gegen die Umbenennung des Heinrich-Pette-Institutes in Hamburg in Leibniz-Institut für Virologie. Die Namensänderung war 2021 aufgrund der Verstrickungen Heinrich Pettes in den Nationalsozialismus beschlossen und 2022 vollzogen worden.
Er lebte auf der Insel Reichenau, wo er am 4. Juni 2022 im Alter von 89 Jahren starb.

## Ehrungen und Auszeichnungen
- Robert-Feulgen-Preis der Deutschen Gesellschaft für Histochemie (1972)
- J.B. Wolffe Honorary Lecture, American College of Sports Medicine (1984)
- Dirk Pette Symposium, gehalten an der Königlich Dänischen Akademie der Wissenschaften  in Kopenhagen am 30. Januar 1999
- Ehrendoktorwürde Dr. h.c. sci. der University of Waterloo, Ontario, Kanada (2000)
- Duchenne-Erb-Preis der Deutschen Gesellschaft für Muskelkrankheiten (2005)

## Schriften
- Plasticity of Muscle, De Gruyter 1980 (Reprint Beck 2009), ISBN 978-3-11-007961-6
- The Dynamic State of Muscle Fibers, De Gruyter 1990 (Reprint Beck 2009), ISBN 978-3-11-012168-1
- Skelettmuskel als Herzersatz, Universitätsverlag Konstanz 1990, ISBN 978-3-87940-383-7
- Alter Muskel rostet nicht (Konstanzer Universitätsreden), Universitätsverlag Konstanz 1998, ISBN 978-3-87940-640-1